# Laser à rubis

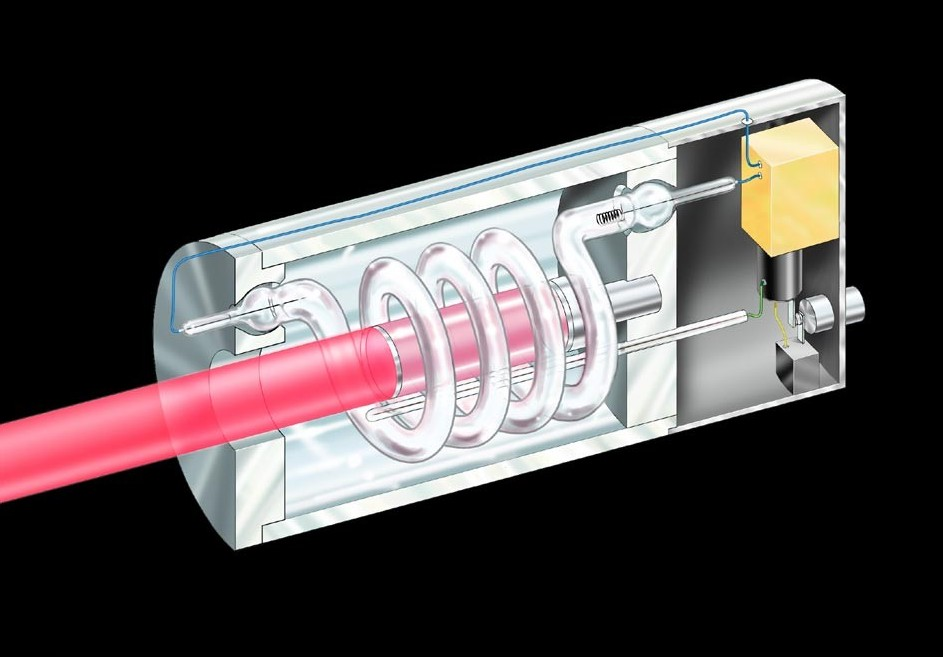
Schéma du premier laser à rubis.

Un laser à rubis est un laser qui utilise un rubis synthétique comme milieu amplificateur solide. Le tout premier laser opérationnel était un laser à rubis fabriqué le 16 mai 1960 par Theodore Maiman au Hughes Research Laboratories à Malibu (Californie),.
Les lasers à rubis produisent une lumière pulsée dans le visible à une longueur d'onde de 694,3 nm qui correspond à un rouge profond. Généralement la longueur des impulsions d'un laser à rubis est de l'ordre de la milliseconde.

## Conception

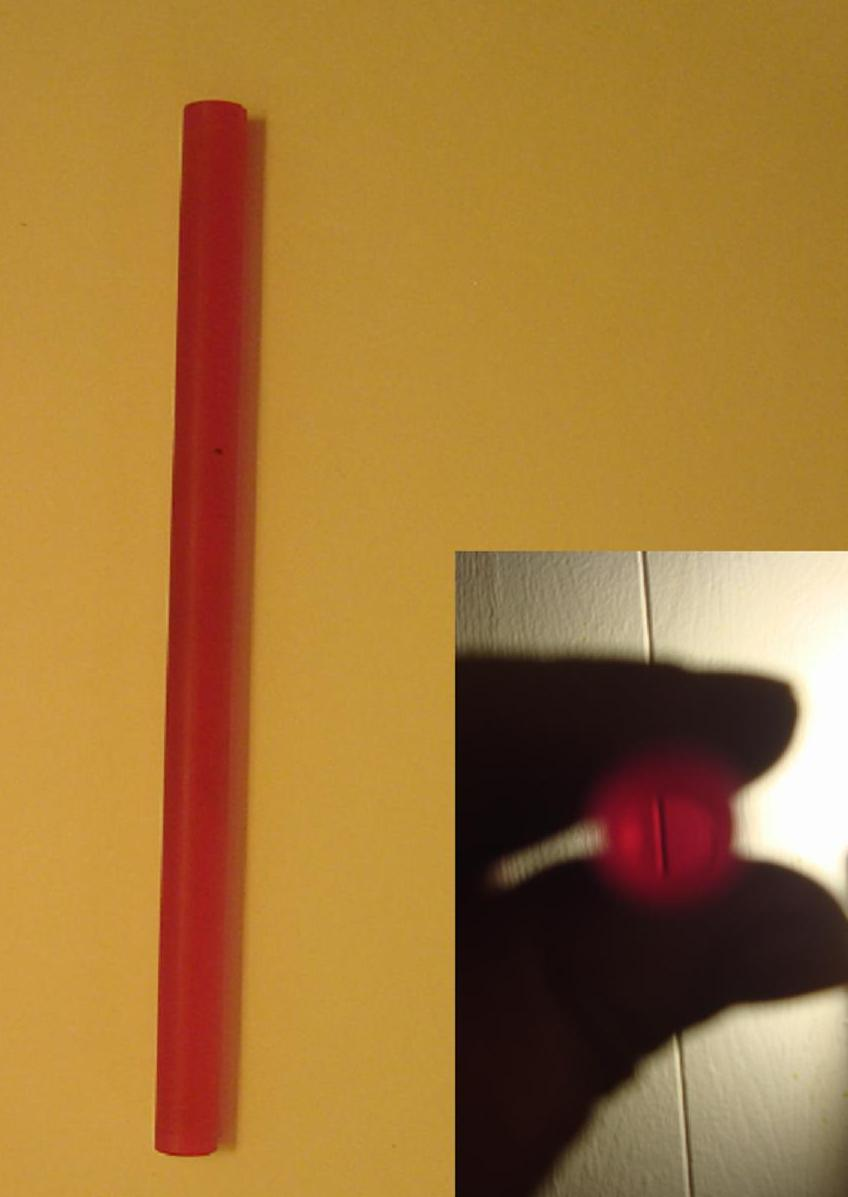
Barreau de rubis synthétique pour laser. En médaillon on voit que le rubis est parfaitement limpide.

Le plus souvent un laser à rubis consiste en un barreau de rubis synthétique qui doit être excité par une haute énergie, d'habitude un tube pour flash pour obtenir une inversion de population. Le barreau est souvent placé entre deux miroirs qui forment une cavité optique qui fait entrer en oscillation la lumière produite par la fluorescence du rubis conduisant à une émission stimulée. Le laser à rubis est un des rares lasers à l'état solide qui émettent dans le visible avec une largeur spectrale de 0,53 nm.
Le laser à rubis est un laser à trois niveaux d'énergie. Le rubis a des bandes d'absorption larges et puissantes dans le visible à 400 et 550 nm ainsi qu'une très longue durée de fluorescence de l'ordre de trois millisecondes. Ceci permet des excitations très énergétiques car la durée des impulsions est beaucoup plus longue qu'avec d'autres matériaux. Alors que le rubis présente une très large absorption, son efficacité est plus faible qu'avec d'autres milieux.
Dans les premiers modèles, les extrémités du barreau devaient être polies avec une précision supérieure au quart de la longueur d'onde de la lumière émise et parallèles entre elles à quelques secondes d'arc près. Une fois polies, les deux extrémités étaient argentées, l'une complètement, l'autre partiellement. Le barreau avec ses extrémités réfléchissantes se comportait comme un interféromètre de Fabry-Perot. Les lasers modernes utilisent souvent des barreaux avec des traitements antireflet ou dont les extrémités sont coupées et polies à l'angle de Brewster. Ceci permet d'éliminer les réflexions des extrémités du barreau. Des miroirs diélectriques extérieurs sont alors utilisés pour former la cavité optique. On utilise des miroirs sphériques pour augmenter la tolérance de l'alignement et pour former un résonateur stable,.

Transmission du rubis dans le visible et le proche infrarouge. Remarquer les deux larges bandes d'absorption dans le bleu et le vert ainsi que l'absorption très étroite à 694 nm qui est la longueur d'onde du laser à rubis.

Le rubis absorbe un peu de lumière à sa longueur d'onde d'émission. Pour éviter cette absorption, la totalité du barreau doit être excitée en évitant toute zone d'ombre près des fixations. La partie active du rubis est le dopant qui consiste en des ions chrome disséminés dans un cristal de saphir. Le dopant représente souvent environ 0,05 % du cristal et est responsable de toute l'absorption et l'émission de radiations. Selon la concentration du dopant, le rubis synthétique varie du rose au rouge,.

## Applications
L'une des premières utilisations du laser à rubis a été la télémétrie. En 1964, les lasers à rubis avec commutation-Q à prisme rotatif équipaient le télémètre militaire standard jusqu'à l'apparition des télémètres à laser Nd-YAG, plus efficaces, une dizaine d'années plus tard. Les lasers à rubis ont surtout été utilisés pour la recherche. Le laser à rubis a également été le premier laser utilisé pour exciter les lasers à colorants et sont particulièrement bien adaptés aux lasers à colorants émettant dans le proche infrarouge. Les lasers à rubis sont rarement utilisés dans l'industrie surtout en raison de leur faible efficacité et de leur faible taux de répétition. La principale utilisation industrielle est le perçage des diamants.
Les lasers à rubis ont été de moins en moins utilisés avec l'apparition de meilleurs milieux amplificateurs. Ils sont encore employés pour des applications nécessitant des pulsations courtes de lumière rouge. Par exemple on peut réaliser des portraits holographiques jusqu'à un mètre carré. En raison de la forte puissance de ses pulsations et de sa bonne cohérence, le rouge à 694 nm est souvent préféré au vert à 532 nm du Nd:YAG à doublage de fréquence qui nécessite plusieurs pulsations pour la réalisation de grands hologrammes. Beaucoup de laboratoires de contrôle non destructif emploient des lasers à rubis pour réaliser des hologrammes d'objets de grande dimension, comme des pneus destinés à l'aéronautique, pour déceler des défauts dans le revêtement. Les lasers à rubis sont très utilisés dans le détatouage et l'épilation mais sont peu à peu remplacés par des lasers à alexandrite synthétique ou Nd:YAG pour cette dernière application.

## Historique

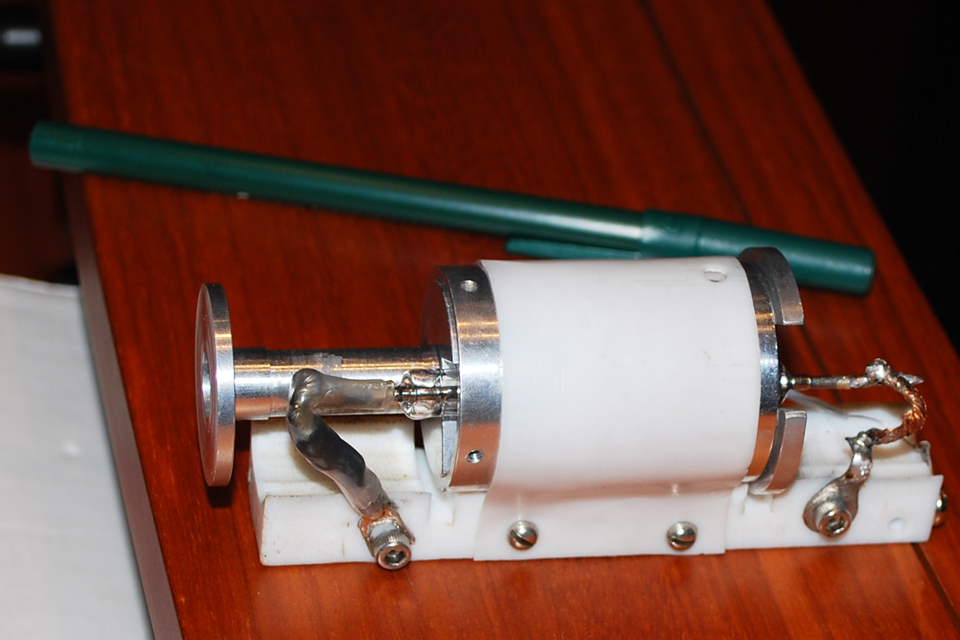
Laser à rubis original de Théodore Maiman.

Le laser à rubis a été le premier laser opérationnel. Fabriqué par Théodore Maiman en 1960, le dispositif était dérivé du maser, une espèce de « maser optique » qui pourrait opérer dans le visible ou l'infrarouge.
En 1958, après que Charles Townes et Arthur Schawlow ont publié un article dans « Physical Review » concernant l'idée d'un maser optique, la course à la fabrication d'un prototype opérationnel commença. Pendant qu'il assistait à une conférence en 1959, Maiman écouta un exposé donné par Schawlow décrivant le rubis comme milieu amplificateur. Schawlow établit que le rubis rose ayant un état excité trop proche de son état au repos nécessiterait une trop grande énergie d'excitation pour fonctionner en laser, suggérant que le rubis rouge pourrait être une alternative acceptable. Maiman, qui avait travaillé sur le rubis depuis plusieurs années et avait publié un article sur la fluorescence du rubis, pensa que Schawlow était trop pessimiste. Les mesures qu'il avait faites indiquaient que le faible niveau énergétique du rubis rose pouvait être compensé en l'excitant avec une lumière très intense, et comme il disposait déjà du rubis, il décida d'en faire l'essai,.
Gordon Gould était également présent à cette conférence. Il suggéra qu'en faisant pulser le laser, on pourrait obtenir des puissances crête à la sortie de l'ordre du mégawatt.

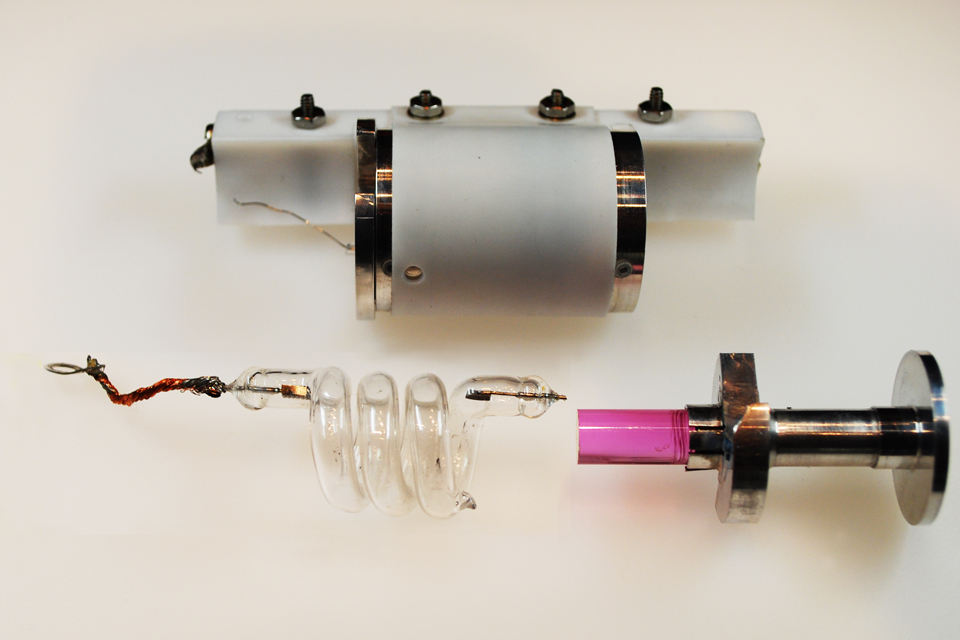
Composants du premier laser à rubis.

Le temps passant, plusieurs scientifiques commençaient à douter de l'efficacité du rubis comme milieu amplificateur. Maiman lui-même commençait à se poser des questions mais, comme il était l'homme d'une idée, il continua de travailler sur son projet en secret. Il chercha une source de lumière suffisamment puissante pour exciter le barreau de rubis et une cavité elliptique à haut pouvoir réfléchissant pour concentrer l'énergie à l'intérieur du barreau. Il trouva cette fameuse source lorsqu'un représentant de General Electric vint lui présenter des tubes de flash au xénon en assurant que le plus puissant d'entre eux était capable d'enflammer de la laine d'acier si elle était posée à proximité du tube. Maiman réalisa qu'avec une telle puissance il n'aurait plus besoin de cavité à haut coefficient de réflexion et le tube étant hélicoïdal, il n'avait plus, non plus, besoin de cavité elliptique. Maiman construisit son laser aux Hughes Research Laboratories à Malibu en Californie. Il utilisa un barreau de rubis rose de 1 cm par 1,5 cm et, le 16 mai 1960, il produisit le premier faisceau de lumière laser.
Le laser à rubis original de Theodore Maiman est toujours en état de marche. Il a fonctionné le 15 mai 2010 à un symposium à Vancouver en Colombie-Britannique au Canada coorganisé par la fondation Theodore Maiman et l'université Simon Fraser où le Dr Maiman a été professeur adjoint à la School of Engineering Science. Le laser historique de Maiman était pointé sur un écran de projection dans une pièce où on avait fait l'obscurité. Au centre d'un flash blanc (dû aux fuites de lumière du tube au xénon) on a pu distinguer brièvement un point rouge.
Les lasers à rubis n'émettent pas qu'une seule impulsion, mais plutôt une série d'impulsions consistant en une série de pics irréguliers à l'intérieur de la durée d'une impulsion. En 1961, R.W. Hellwarth inventa une méthode de commutation-Q pour concentrer la sortie en une impulsion unique.
En 1962, Willard Boyle, qui travaillait aux laboratoires Bell produisit la première émission constante à partir d'un laser à rubis. À l'inverse du système classique d'excitation externe, il a utilisé la lumière d'une lampe à arc au mercure qui illuminait l'intérieur d'une extrémité d'un très petit barreau pour obtenir l'inversion de population. En réalité, le laser n'émettait pas une onde entretenue mais plutôt un train continu d'impulsions qui a permis aux scientifiques d'étudier les pics d'émission du rubis. Le laser à rubis à émission continue est le premier laser à avoir été utilisé en médecine. Il a été employé par Leon Goldman, un pionnier de la médecine au laser, pour des traitements comme le détatouage, le traitement des cicatrices ou pour aider à la cicatrisation. En raison de sa limitation en puissance et en possibilité de réglage ainsi que de la difficulté de la mise en œuvre et du refroidissement, le laser à rubis à émission continue a rapidement laissé sa place à des lasers plus souples d'utilisation comme les lasers à colorants, le laser Nd-YAG et le laser à argon.